# Liste von Sakralbauten in der Städteregion Aachen

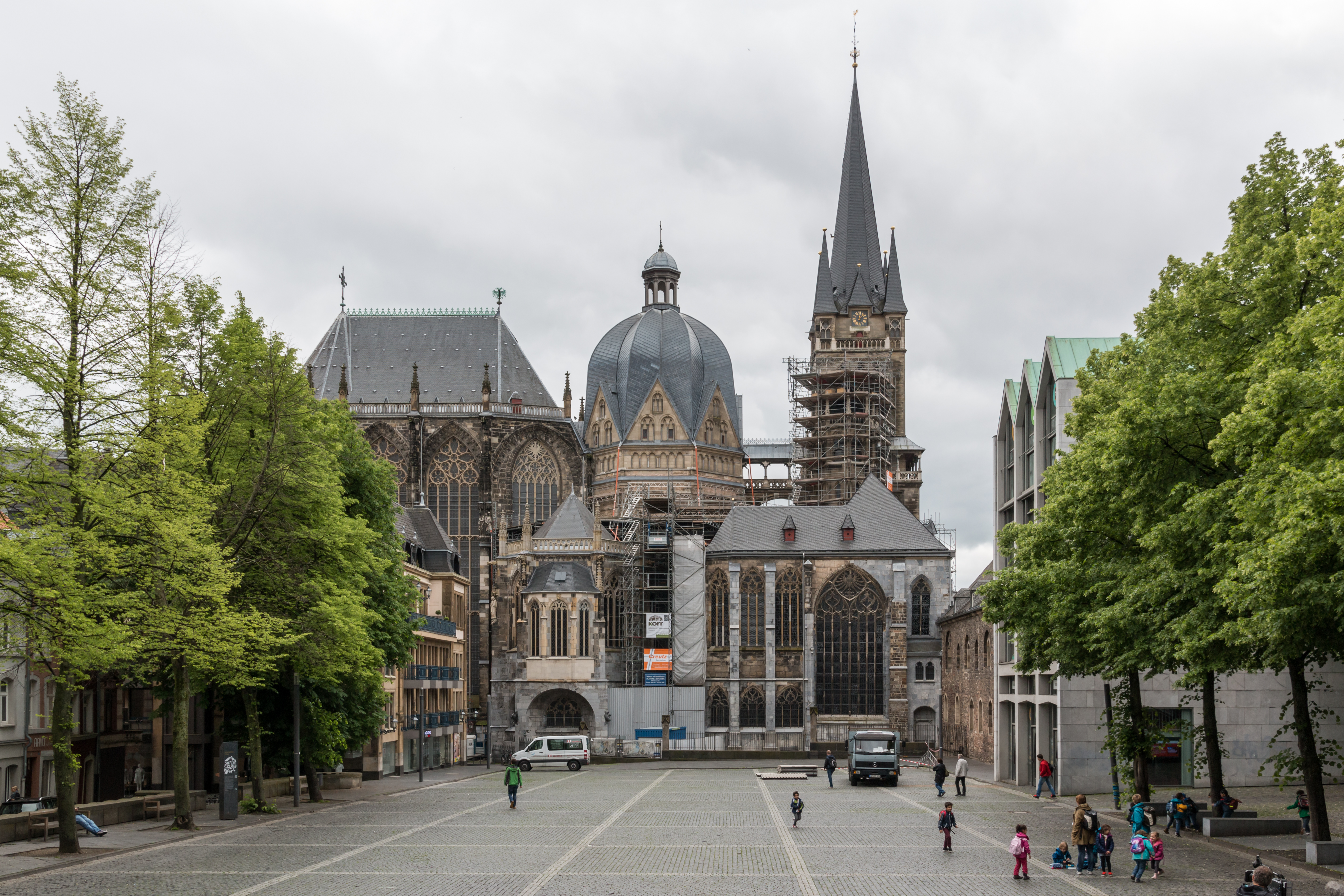
Aachener Dom, 2016
Städteregion Aachen

Die Liste von Sakralbauten in der Städteregion Aachen ist untergliedert in folgende Teillisten:
- Liste von Sakralbauten in Aachen
- Liste von Sakralbauten in Alsdorf
- Liste von Sakralbauten in Baesweiler
- Liste von Sakralbauten in Eschweiler
- Liste von Sakralbauten in Herzogenrath
- Liste von Sakralbauten in Monschau
- Liste von Sakralbauten in Roetgen
- Liste von Sakralbauten in Simmerath
- Liste von Sakralbauten in Stolberg
- Liste von Sakralbauten in Würselen